# Henri haest
Henri haest (Merksem, 2 november 1926 - Wuustwezel, 20 juni 1997) was een Belgische atleet, die gespecialiseerd was in het hamerslingeren. Hij nam eenmaal deel aan de Olympische Spelen en veroverde zeventien Belgische titels.

## Biografie
Haest behaalde tussen 1948 en 1964 zeventien opeenvolgende Belgische titels in het hamerslingeren. Hij nam ook deel aan de Europese kampioenschappen van 1950 in Brussel en 1954 in Bern, waar hij telkens uitgeschakeld werd in de kwalificaties. Bij de Olympische Spelen van 1952 in Helsinki werd hij 22e in de finale.
Haest vestigde in 1947 met 34,11 m het eerste Belgische record hamerslingeren. In 23 opeenvolgende verbeteringen bracht hij het in 1957 naar 55,33.  

### Clubs
Haest was aangesloten bij Antwerp AC. 

## Belgische kampioenschappen
| Onderdeel      | Jaar          |
| -------------- | ------------- |
| hamerslingeren | 1948 t/m 1964 |

## Persoonlijk record
| Onderdeel      | Prestatie | Datum            | Plaats    |
| -------------- | --------- | ---------------- | --------- |
| hamerslingeren | 55,33 m   | 27 augustus 1957 | Antwerpen |

## Palmares

### hamerslingeren
- 1948:  BK AC – 40,17 m
- 1949:  BK AC – 42,82 m
- 1950:  BK AC – 48,95 m
- 1950: kwal. EK in Brussel  – 47,22 m
- 1951:  BK AC – 47,04 m
- 1952:  BK AC – 47,84 m
- 1952: 22e OS in Helsinki – 48,78 m
- 1953:  BK AC – 48,40 m
- 1954:  BK AC – 52,29 m
- 1954: kwal. EK in Bern – 51,26 m
- 1955:  BK AC – 51,69 m
- 1955:  Interl. Ned.-België te Den Haag - 50,21 m
- 1956:  BK AC – 51,85 m
- 1957:  Interl. België-Ned. te Antwerpen - 51,99 m
- 1957:  BK AC – 50,65 m
- 1958:  BK AC – 51,40 m
- 1959:  BK AC – 52,10 m
- 1960:  BK AC – 49,15 m
- 1961:  BK AC – 50,41 m
- 1962:  BK AC – 51,47 m
- 1963:  BK AC – 50,92 m
- 1964:  BK AC – 50,05 m
- 1965:  BK AC – 50,90 m
- 1966:  BK AC – 49,82 m
- 1967:  BK AC – 49,74 m

### speerwerpen
- 1948:  BK AC – 50,35 m
- 1949:  BK AC – 49,74 m

## Onderscheiding
- 1965: ereprijs van de KBAB
- 1957: Gouden Spike